# セレファイス
セレファイス（Celephaïs）は、ハワード・フィリップス・ラヴクラフトが1920年11月の上旬に執筆し、ソニア・グリーンが刊行していた『レインボー』の1922年5月号に掲載された短編小説。また、その作中に登場する架空の都市の名前でもある。

## 作品内容

### あらすじ
セレファイスはクラネスが子供の頃に夢見た都だった。先祖伝来の土地を手放し、ロンドンでわびしい生活を送るクラネスは幼少期の夢をよみがえらせる。荒涼とした現実から幻夢の世界に逃避したクラネスは少しでも長く眠っていられるよう薬物に頼るようになるが、ついに金が尽きて住処まで失う。ある夏の日、あてどもなく街をさまよっていたクラネスが見たものは、光り輝く鎧に身を固めた騎士の隊列だった。騎士たちに護衛されて懐かしい故郷を旅し、セレファイスに迎え入れられたクラネスはその地の王として永遠に幸福に暮らす。一方、現実世界ではインスマスの浜辺にクラネスの亡骸が打ち上げられ、そのすぐ近くでは没落貴族から買い取った地所で成金が豪奢な暮らしに耽っていた。

### 都市としてのセレファイス
セレファイスはドリームランドにあり、セレナリア海を臨むオオス＝ナルガイの谷に築かれている。大理石の壁に囲まれ、市内に入るには青銅の門を通る。また、その道路は縞瑪瑙で舗装されている。ナス＝ホルタースの神官たちによればオオス＝ナルガイには時の流れが存在せず、ただ永遠の若さのみがあるという。

## 解説

### 作品の背景
主人公が夢の世界で栄光に包まれて暮らし、現実世界では破滅するという筋立てはロード・ダンセイニの「トーマス・シャップ氏の戴冠式」と共通している。また、断崖から飛び立った騎士が空中を駆けていくという幻想はアンブローズ・ビアスの「空飛ぶ騎手」（A Horseman in the Sky）からの影響が指摘されている。

### 他作品との関連
クラネスは「未知なるカダスを夢に求めて」に再登場し、主人公ランドルフ・カーターに助言を与える。クラネスは史上もっとも偉大な夢見人の一人とされ、オオス＝ナルガイ沖合の空中都市セラニアンとセレファイスを引き続き統治しているが、現世の故郷であるコーンウォールを懐かしむあまり、セレファイス東部の一隅にその景色を再現して住まうようになったとされている。
インスマスは「セレファイス」では英国の地名とされているが、後に書かれた「インスマウスの影」では米国のマサチューセッツ州にあるということになっている。

## 収録
- 仁賀克雄訳「夢の都市セレファイス」『暗黒の秘儀 ラブクラフト傑作集』、創土社ブックス・メタモルファス（1972年）
- バベル翻訳会訳「セレファイス」『真ク・リトル・リトル神話大系』第5巻、国書刊行会（1983年）
- 矢野浩三郎訳「光の都セレファイス」『定本 ラヴクラフト全集 1』、国書刊行会（1984年）
- 大瀧啓裕訳「セレファイス」『ラヴクラフト全集6』、創元推理文庫（1989年）
- 大滝啓裕訳「セレファイス」『夢魔の書』、学習研究社ホラーノベルズ（1995年）
- 森瀬繚訳「セレファイス」『未知なるカダスを夢に求めて 新訳クトゥルー神話コレクション4』、星海社FICTIONS（2019年）
- 南條竹則訳 「セレファイス」『アウトサイダー クトゥルー神話傑作選』、新潮文庫（2022年）